# Berg-Wolfszahnnatter
Die Berg-Wolfszahnnatter (Lycodon ruhstrati) ist eine Schlangenart aus der Gattung der Wolfszahnnattern (Lycodon), die hauptsächlich im Südosten Chinas und auf Taiwan verbreitet ist.

## Merkmale und Lebensweise
Wolfszahnnattern haben einen Oberkieferknochen, der nach innen gebogen ist. Die Schlangen der Art Lycodon ruhstrati weisen 212 bis 229 Ventralia (Bauchschuppen) auf.
Die Schlangen leben in bergigen Gebieten, wo sie auf Hängen, in Höhlen und unter Steinen in Gebirgsbächen zu finden sind. Nach Harrington et al. (2018) sind sie teilweise baumbewohnend.
Als Wolfszahnnatternart ist Lycodon ruhstrati ovipar (eierlegend). Die Weibchen legen Gelege mit bis zu vier Eiern.

## Verbreitungsgebiet und Gefährdung
Die Art ist hauptsächlich im Südosten Chinas und in Taiwan verbreitet. Darüber hinaus kommt sie im Norden Vietnams vor und nordöstlich Taiwans auf den japanischen Ryūkyū-Inseln. Die IUCN stuft die Art aufgrund ihres großen Verbreitungsgebiets als nicht gefährdet ein.

## Systematik
Die Berg-Wolfszahnnatter wurde 1886 von dem deutschen Herpetologen Johann Fischer als Ophites ruhstrati erstbeschrieben. Benannt ist sie nach Ruhstrat, der Exemplare der Art in Taiwan sammelte.

### Synonyme
In der Literatur zu findende Synonyme sind zeitlich sortiert:
- Ophites ruhstrati Fischer, 1886
- Dinodon septentrionalis Boulenger, 1893
- Dinodon septentrionalis var. ruhstrati Boulenger, 1899
- Dinodon septentrionale ruhstrati Stejneger, 1907
- Ophites ruhstrati Zhao & Adler, 1993
- Lycodon ruhstrati Lanza, 1999
- Dinodon ruhstrati
- Lycodon ruhstrati Ziegler, 2002
- Lycodon cf. ruhstrati Ziegler et al., 2007
- Lycodon ruhstrati Wallach et al., 2014

### Unterarten
Es werden zwei Unterarten unterschieden:
- Lycodon ruhstrati abditus Vogel, David, Pauwels, Sumontha, Norval, Hendrix, Vu & Ziegler, 2009[4]
- Lycodon ruhstrati ruhstrati (Fischer, 1886)

Die Unterart L. r. ruhstrati weist bei Männchen 212 bis 228 Ventralia und 217 bis 224 bei Weibchen auf. Männchen der Unterart L. r. abditus haben dagegen 214 bis 224 Ventralia und Weibchen 220 bis 229. Eine weitere Unterart L. r. multifasciatus wird inzwischen als eigene Art beschrieben (Lycodon multifasciatus).